# FC Malamuk
Il FC Malamuk è una squadra di calcio della Groenlandia, fondata del 1979 a Uummannaq. Disputa i propri match casalinghi allo stadio nazionale di Nuuk, con la capienza di 2.000 spettatori. Compete nel massimo campionato Nazionale, l'Angutit Inersimasut GM (chiamato anche Coca Cola GM per motivi di sponsor). Ha conquistato il suo primo titolo nazionale nel 2004.  
L'attuale presidenza è detenuta da Sakio Fleischer, e la carica di tecnico da Gert Fleischer. 
Il centrocampista Kaassannguaq Zeeb nel 2006 fece parte della Nazionale Groenlandese rappresentandola alla ELF Cup 2006.

## Palmarès
- Campionato groenlandese di calcio (2004)